# Asylum (The Back Horn)
Asylum è il nono album del gruppo giapponese The Back Horn. L'album è stato pubblicato il 15 settembre 2010.

## Tracce
1. Raiden (雷電)
2. Rafflesia (ラフレシア)
3. Tatakau Kimi yo (戦う君よ)
4. Saisei (再生)
5. Hagoromo (羽衣)
6. Kaigansen (海岸線)
7. Persona (ペルソナ)
8. Taiyou no Shiwaza (太陽の仕業)
9. Tozasareta Sekai (閉ざされた世界)
10. Yogorenaki Namida (汚れなき涙)
11. Parade (パレード)